# Акбастау (Казыгуртский район)
Акбастау (каз. Ақбастау, до 2000 г. — имени Крупской) — село в Казыгуртском районе Туркестанской области Казахстана. Входит в состав Шарбулакского сельского округа. Код КАТО — 514063500.

## Население
В 1999 году население села составляло 604 человека (301 мужчина и 303 женщины). По данным переписи 2009 года, в селе проживали 742 человека (355 мужчин и 387 женщин).